# Christoph Dientzenhofer
Christoph von Dientzenhofer (csehül: Kryštof Dientzenhofer) (Sankt Margarethen, Brannenburg közelében, 1655. július 7. – Prága, 1722. június 20.) bajor származású, kisebbrészt Dél-Németországban és Ausztriában, nagyobbrészt Csehországban, dinamikus barokk stílusban alkotott építész és építőmester, a jeles bajor Dientzenhofer építészcsalád tagja, Kilian Ignaz Dientzenhofer építész mester apja.

## Élete
Egy felsőbajorországi faluban született, Brannenburg közelében. Apja, Georg Dientzenhofer szegény parasztember volt, akinek feleségétől Barbara Thannertől legalább nyolc gyermeke született. Közülük öt fiú építész lett és nem csak Christoph lett híres, hanem fivérei is. A négy fivér:
- Georg Dientzenhofer (1643–1689),
- Wolfgang Dientzenhofer (1648–1706),
- Leonhard Dientzenhofer (Sankt Margarethen bei Flintsbach, 1660. február 20. – Bamberg, 1707. november 26.),
- Johann Dientzenhofer (Sankt Margarethen bei Flintsbach, 1663. május 25. – Bamberg, 1726. július 20.)

főleg német nyelvterületen dolgozott, közülük Johann munkásságát értékelik a legtöbbre. Az ő egyik fia, Justus Heinrich Dientzenhofer (1702–1744), ugyancsak jeles német építésszé vált.
Tőlük eltérően Christoph Dientzenhofer átköltözött Prágába; 1686-ban kapta meg a polgárjogot a Kisoldalban. Id. Johann Georg Achbauer özvegyét, a csehországi német Maria Anna Aichbauert (leánykori nevén: Maria Anna Langot) vette feleségül; Kilian Ignaz ötödik gyermekük volt. Prágában halt meg; a Szent Miklós-templomban nyugszik.

## Munkássága
Számos egyházi és világi épületet tervezett, illetve épített mind a cseh fővárosban, mind vidéken, ezek többsége azonban a dokumentumok hiánya okán nehezen azonosítható. Több épületet fiával közösen tervezett, illetve épített — halála után fia folytatta megkezdett munkáit
Ismertebb munkái:
- Szent Klára-templom (1708–1711) a morvaországi Égerben (ma: Cheb;
- Brevnov-kolostor (1708–1721) — Prága, Csehország legrégibb férfikolostora;[12]
- Szent Miklós-templom (1703–1711) a Kisoldalban (építését fia folytatta).

Részt vett a Hradzsinban álló Loretói Szűz Mária-templom építésében; halála után ezt is fia fejezte be.